# Bandeira de Niue
A bandeira de Niue é um dos símbolos oficiais da ilha, tendo sido adotada em 1975.

## História
Durante o período do protetorado britânico, de 1900 a 1901, era usada apenas a Bandeira do Reino Unido. No ano seguinte, com a incorporação da ilha à Nova Zelândia, a bandeira neozelandesa passa a ser usada. Essa situação foi mantida até 1974, quando a atual bandeira foi adotada. O modelo atual foi  desenhado por Patricia Tuagatagaloa Rex, a esposa do então primeiro-ministro Robert Richmond Rex.

Bandeira do Reino Unido, usada entre 1900 e 1902
Bandeira da Nova Zelândia, usada entre 1902 e 1974

## Características

A bandeira do Reino Unido localizada no cantão é semelhante à bandeira do Governador-Geral da Nova Zelândia de 1869 a 1874

Seu desenho consiste em um retângulo de proporção comprimento-largura de 2:1. É um pavilhão amarelo britânico. Sobre o pavilhão britânico existem 5 estrelas amarelas, sendo quatro nos eitos vertical e horizontal e a quinta, de tamanho maior que as demais, no centro do cantão. O azul da bandeira é o Pantone 281C, o vermelho, 186C, e o ouro 116C.
É pouco comum uma bandeira baseada nos pavilhões Britânicos, ter não só um campo amarelo, mas também uma alteração da Bandeira da União no cantão, tendo como paralelo de cor apenas a Bandeira do Governador do Estado de Victoria. Outra característica peculiar da bandeira é a bandeira do Reino Unido localizada no cantão sobreposta por estrelas. Esse desenho é semelhante à bandeira do Governador-Geral da Nova Zelândia de 1869 a 1874

## Simbolismo
A estrela maior representa Niue e as quatro menores a Nova Zelândia. O pavilhão britânico representa, a colonização britânica. O amarelo dourado representa "o nascer-do-sol brilhante da ilha e os calorosos sentimentos do povo niuiano pelos neozelandezes".
O simbolismo representado pela bandeira é descrito na lei, no caso, a Niue Flag Act 1975. O Union Jack simboliza a proteção concedida pelo Reino Unido em 1900, após a petição dos reis e chefes de Niue. O campo amarelo simboliza "o brilho do sol de Niue e os sentimentos calorosos do povo niueano em relação à Nova Zelândia e seu povo". A associação com a Nova Zelândia, que assumiu a responsabilidade e administração de Niue em 1901, também é representada por as quatro pequenas estrelas que retratam a constelação do Cruzeiro do Sul. Finalmente, o disco azul contendo uma estrela maior representa o azul profundo do mar que circunda a ilha autônoma de Niue.